# Mont Bachelor
Le mont Bachelor est un stratovolcan éteint culminant à 2 764 mètres d’altitude dans le centre de l'Oregon, au Nord-Ouest des États-Unis. Il fait partie de la chaîne des Cascades et se trouve au sud des Three Sisters, dans la forêt nationale de Deschutes. Il abrite depuis 1958 une station de sports d'hiver.

## Toponymie
Le mont Bachelor est ainsi nommé parce qu'il « se tient à part » des Three Sisters. La Bachelor Butte, comme on l'appelait autrefois, était également nommée Brother Jonathan. Lors de la fondation de la station de ski, il fut décidé de la rebaptiser mont Bachelor, en raison de la perception négative du terme « butte ». En raison de la popularité acquise par la station de ski, ce nouveau nom entre dans les usages et l’Oregon Geographic Names Board vote pour son officialisation,.

## Géographie

Carte topographique de la région des Three Sisters (centre gauche) avec le mont Bachelor (bas).

Le mont Bachelor se situe dans le Nord-Ouest des États-Unis, au centre de l'État de l'Oregon, dans le comté de Deschutes,. Il se trouve à 29 kilomètres à l'ouest-sud-ouest de Bend, 110 kilomètres à l'est de Eugene, tandis que Salem, la capitale de l'État, est à 150 kilomètres au nord-ouest et Portland, la ville la plus peuplée, est à près de 200 kilomètres au nord-nord-ouest. Les côtes de l'océan Pacifique se trouvent à un peu moins de 200 kilomètres à l'ouest. Le sommet s'élève à 2 764 mètres d'altitude dans la chaîne des Cascades. Sa hauteur de culminance est de 812 mètres ; le sommet plus élevé le plus proche est le Broken Top à 11 kilomètres au nord, un autre volcan de l'arc volcanique des Cascades. Le mont Bachelor a une forme conique presque parfaite. Il se prolonge au sud par une chaîne de cônes de scories secondaires longue d'environ vingt-cinq kilomètres. Il est considéré comme éteint et se compose d'andésite et de basalte andésitique. La limite des arbres se situe vers 2 300 mètres d'altitude.
Dans un cirque sous le sommet, au nord-est, se trouve un névé,, alimenté par les cinq à quinze mètres de précipitations neigeuses qui tombent chaque année sur le sommet et persistent jusqu'au début de l'été,. Il constitue le vestige du glacier Dutchman, dont l'existence est avérée jusqu'à la fin des années 1960.

## Histoire
Le mont Bachelor s'est formé 18 000 à 15 000 ans BP en quatre phases distinctes. La chaîne de cônes volcaniques qui le prolongent au sud s'est mise en place 12 000 BP. La dernière éruption du mont Bachelor remonte vers 5800 av. J.-C., à 1 000 ans près, et a émis une coulée de lave en direction de Sparks Lake au nord-ouest.
Dans les années 1880, Adolph Dekum rapporte, dans son journal, l'existence au sommet d'empilements de pierres de 1,50 à 1,80 mètre de hauteur, communs aux Three Sisters et au pic Maiden, témoignant de cérémonies proches de rites de passage par des tribus amérindiennes non identifiées.
L'idée de créer une station de sports d'hiver sur le volcan germe dans l'esprit de Bill Healy et Gene Gillis en 1956. Celle-ci ouvre le 19 décembre 1958.

## Activités

### Randonnée et ascension
Deux itinéraires permettent de gravir le mont Bachelor en randonnée pédestre. Le premier démarre du Sunrise Lodge, au nord-est de la montagne, en bordure du domaine skiable et suit des pistes bleues jusqu'au sommet. Le second débute au parking de la station, au nord de la montagne, suit le sentier qui permet de faire le tour du Cinder Cone (ou Egan Cone, sur le versant septentrional du volcan, et grimpe directement en suivant l'arête jusqu'au sommet dans des terrains parfois instables,. Ce dernier est semblable à l'itinéraire qui permet de gravir la montagne en ski de randonnée, avec une traversée du cirque occupé par le névé sous le sommet, pour une distance de onze kilomètres.

### Station de sports d'hiver

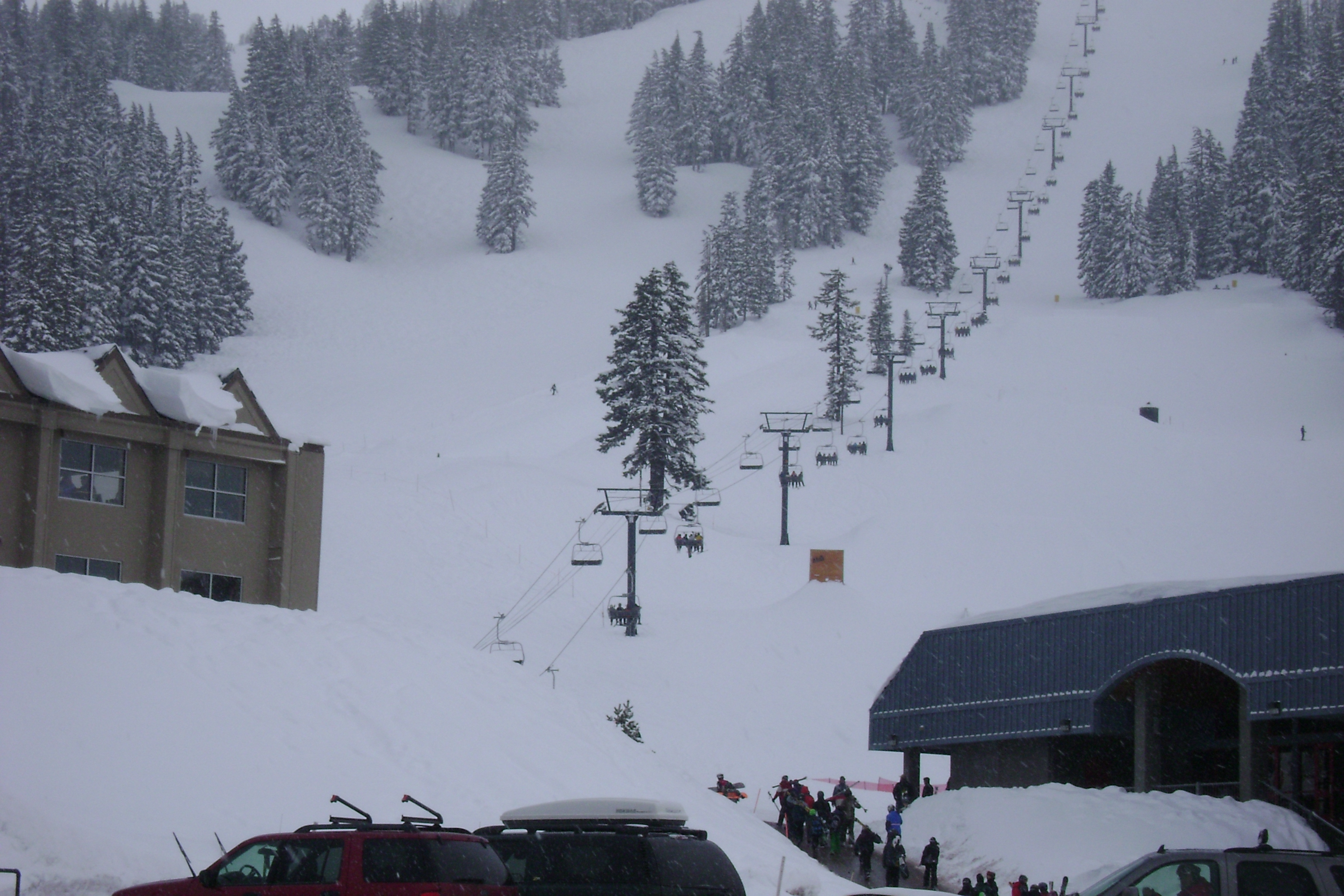
Vue du Pine Marten Express, une des remontées mécaniques du mont Bachelor.

La station Mount Bachelor ski area, sur la face septentrionale du volcan, est la plus grande de l'Oregon et la sixième plus grande du pays avec un domaine de 15 km2 et un dénivelé de plus de 1 000 m. Elle offre 88 pistes et 10 remontées mécaniques. Un télésiège est maintenu durant l'été pour faciliter l'accès au sommet. Un domaine de ski nordique de 56 kilomètres est également présent au nord de la montagne.

### Protection environnementale
Le mont Bachelor fait partie de la forêt nationale de Deschutes,, qui a été créée en 1908 et couvre 6 462 km2.